# Histoire des universités françaises
L’histoire des universités françaises, qui commence au XIIe siècle, reflète les péripéties de l’histoire de France et de ses institutions.
La plus ancienne université française est celle de Paris, fondée en 1150. Viennent ensuite celles de Toulouse (1229) et de Montpellier (1289). Elles ont un statut de corporations autonomes, régies par des règles propres, mais réunies sous l'autorité du pape. Elles sont traditionnellement divisées en quatre facultés : Arts, Droit, Médecine et Théologie, tandis que les étudiants sont répartis entre divers collèges (comme cela existe encore en Angleterre).
Le plus célèbre est le collège de Sorbonne, dont le nom est utilisé par la suite pour désigner la faculté de théologie de Paris, et même, plus tard, l'université de Paris tout entière. Plusieurs nouvelles universités sont créées entre 1300 et 1500, soit par l'Êglise (Cahors, 1331), soit par des princes féodaux (Nantes, 1460), soit, pendant la guerre de Cent Ans par le roi de France (Poitiers, 1431) ou par le roi d'Angleterre (Caen, 1432).
Contrairement à plusieurs universités étrangères (Louvain, Bologne, Alcala, Cambridge, Oxford), les universités françaises ne s'adaptent pas aux deux grands courants de l'Époque moderne : l'humanisme de la Renaissance, puis le progrès des sciences (Galilée, Descartes, Newton). Face à ces carences, le gouvernement royal crée des institutions spéciales : le Collège de France (1530), puis des écoles d'ingénieurs civils ou militaires (Ponts-et-Chaussée, Génie).
En septembre 1793, sous la Première République, la Convention nationale supprime les vingt-deux universités existant en France. Elle prolonge la politique royale des grandes écoles en créant l'École normale supérieure et l'École polytechnique.
En 1808, sous le Premier Empire, les facultés traditionnelles sont rétablies, mais regroupées dans une unique université, l'Université impériale, qui est en fait une sorte de ministère de l'Éducation. Au XIXe siècle, nombre de nouvelles écoles supérieures sont créées hors de l'université (IEP de Paris en 1872, etc.).
Il faut attendre 1896 pour que la Troisième République rétablisse des universités locales, organisées selon un système qui va durer jusqu'en 1968. Confrontées à l'afflux des étudiants dans les années 1960 et au rejet des institutions traditionnelles (« mandarinat » des professeurs), les universités sont à l'origine de la crise de mai 1968, qui, après les nuits d'émeutes du début du mois, touche le pays tout entier avec la grève générale commencée le 13 mai. Sorti vainqueur de ce conflit, le gouvernement du général de Gaulle répond à la crise universitaire par la loi Edgar Faure (novembre 1968) qui supprime les facultés, remplacées par des unités de formation et de recherche tandis que l'administration est dévolue à des conseils élus. Au cours des années suivantes, les plus grandes universités sont divisées, notamment à Paris, avec treize universités à l'heure actuelle, mais aussi à Lyon (trois universités), à Toulouse (trois universités), etc.
Depuis 2002, les établissements d'enseignement supérieur sont engagés dans une harmonisation internationale des diplômes (système Licence-Master-Doctorat) et des regroupements d'établissements (universités et grandes écoles), dans le cadre d'une loi relative aux libertés et responsabilités des universités (loi LRU), supposée leur assurer une plus grande autonomie.

## Moyen Âge

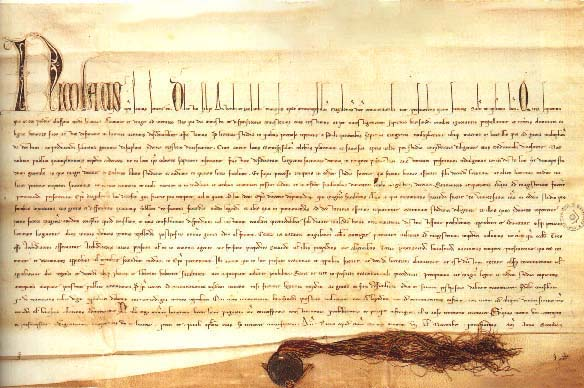
La Bulle Quia sapientia (1289).

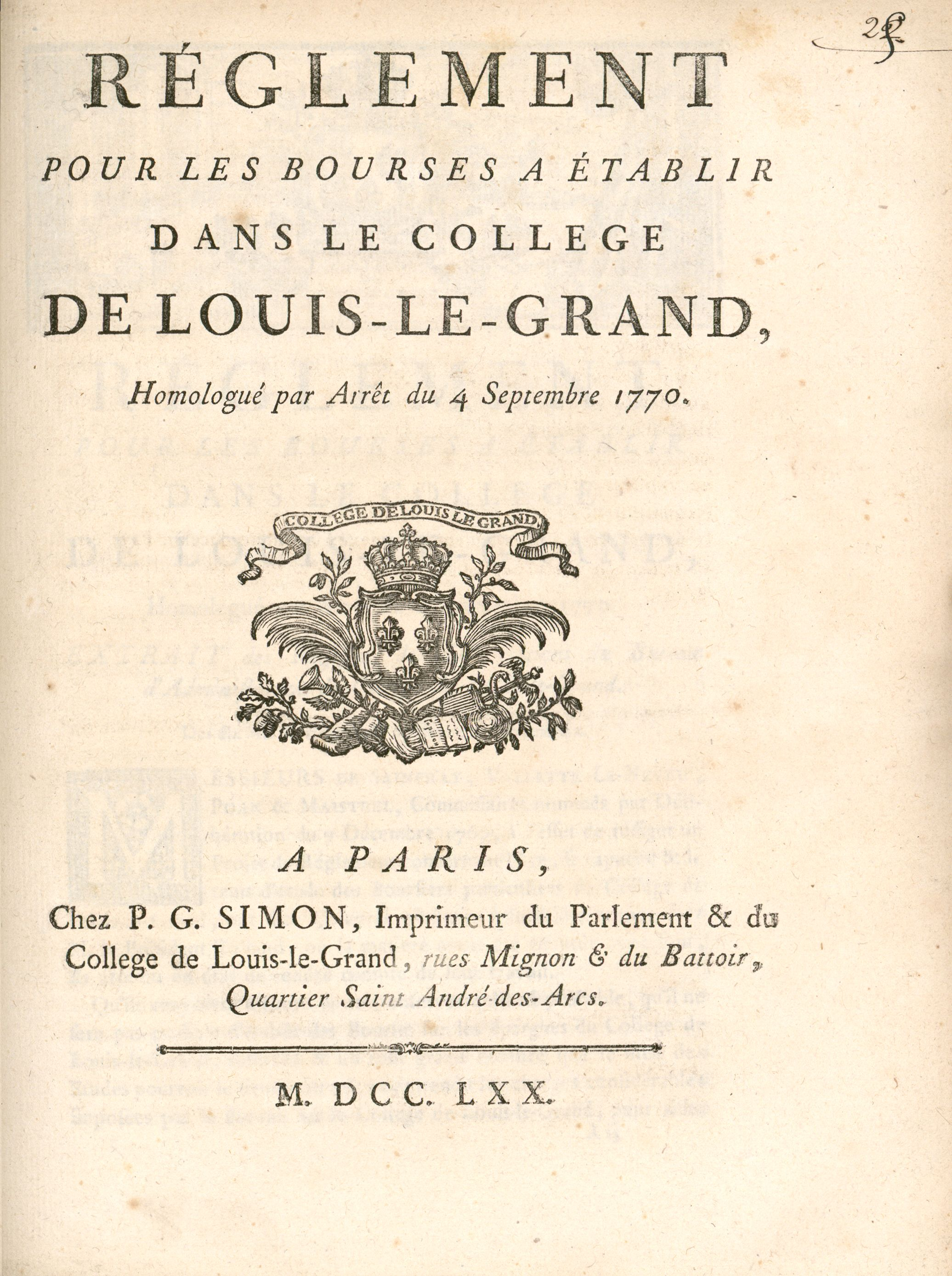
Collège Louis-le-Grand, Réglement pour les bourses a établir dans le college de Louis-le-Grand, homologué par arrêt du 4 septembre 1770, Bibliothèque de la Sorbonne, NuBIS, cote VCM 4= 11319. Pièce 25

Des universités sont créées hors de France dès le Moyen Âge, notamment l'université de Bologne (1088) antérieure à celle de Paris (vers 1200). Au XIIIe siècle, sont créées les universités de Padoue (1222), de Naples (1224), d'Oxford (début du XIIe siècle), de Cambridge (1257), de Salamanque (1239), de Coïmbre (1279). Aux XIVe siècle et XVe siècle : universités de Prague (1348), de Cracovie (1400), d'Uppsals (1476), de Heidelberg (1386), de Leipzig (1409), de Louvain (1425), de Tübingen (1477), de Wittenberg (1502).

### Origines et débuts de l'université de Paris (jusqu'en 1260)

#### Les études supérieures à Paris auXIIesiècle
Au début du XIIe siècle, les écoles de Paris, où enseignent notamment Guillaume de Champeaux (1070-1120) et Pierre Abélard (1079-1142), acquièrent une réputation qui fait venir des étudiants en grand nombre. Il existe alors à Paris une école relevant de l’autorité de l’évêque, l’école cathédrale de Notre-Dame, dont l’enseignement est exclusivement théologique ; elle est établie dans le cloître Notre-Dame. On trouve aussi des écoles établies sur la montagne Sainte-Geneviève. Celles-ci paraissent être indépendantes de toute autorité ecclésiastique ou civile[réf. nécessaire]. On y enseigne les sept arts libéraux du quadrivium (arithmétique, géométrie, musique, astronomie) et du trivium (grammaire, rhétorique, dialectique). 
C’est de la réunion des écoles de logique[pas clair] avec l’école de théologie, qu'est issue l’université de Paris. 

#### Création de la corporation universitaire (vers 1200)
Au début du XIIIe siècle, les maitres et étudiants de Paris s’organisent en une corporation nommée Universitas Parisiensis, reconnue par deux bulles pontificales d’Innocent III (pape de 1198 à 1216). 
En 1210, le roi Philippe Auguste accorde aux membres de l'université le privilège d’être jugés au criminel par le tribunal de l'évêque de Paris (officialité). 
En 1253[réf. nécessaire], l'université reçoit d’Innocent IV (pape de 1243 à 1254) le privilège d’avoir son propre sceau. 
Cette corporation est divisée en quatre facultés : théologie, droit canon, médecine et arts (libéraux). Les grades universitaires sont fixés dès le XIIIe siècle : baccalauréat ou déterminance ; licence, conférée par le chancelier de Notre-Dame ou par le chancelier de Sainte-Geneviève[pas clair] ; maitrise, qui marque l'accès de l'étudiant à la catégorie des maîtres (comme dans les corporations artisanales) ; doctorat, qui n'existe que dans les facultés supérieures (droit, médecine, théologie). 
Les étudiants de la faculté des arts, dont les écoles se trouvent pour la plupart rue du Fouarre (toujours existante), sont répartis en quatre « nations » selon leur origine : française (c'est-à-dire : d'Ile-de-France), normande, picarde et anglaise. La seule langue utilisée à l'université est cependant le latin.

#### Aide aux étudiants pauvres et création du collège de Sorbonne (vers 1255)
Les étudiants pauvres (à l'époque : « pauvres escholiers »), c'est-à-dire la plus grande partie, bénéficient parfois de bourses créées à leur intention[réf. nécessaire]. À partir du milieu du XIIIe siècle apparait une nouvelle institution qui organise la distribution des bourses : les maisons (domus) pour étudiants pauvres, où ceux-ci peuvent vivre en commun en étant hébergés et nourris, parfois gratifiés d'un peu d'argent chaque semaine, et bénéficier d'enseignements particuliers. 
L’une des premières de ces maisons est fondée dans les années 1250 par Robert de Sorbon (lui-même ancien étudiant pauvre), docteur en théologie, chanoine de la cathédrale de Cambrai devenu chapelain du roi Louis IX, à l'intention des étudiants de la faculté de Théologie. Établie sous le nom de « pauvre maison », elle est bientôt connue comme le « collège de Sorbonne ». Elle est dotée d'une bibliothèque à partir de 1260.
Le terme de « collège » (en latin collegium) devient usuel par la suite pour désigner ce type d'institution liée aux universités. 

### Création de l'université de Montpellier (1289)
À Montpellier, c'est l'enseignement de la médecine qui s'organise d'abord sous la forme d'une « universitas medicorum » dotée de ses premiers statuts dès 1220, à laquelle se joignent quelques décennies plus tard les écoles de droit et d'arts libéraux pour former un « studium générale », officialisé par la bulle Quia Sapientia du pape Nicolas IV en 1289 .
L'université n’admet comme étudiants que des hommes célibataires. Des femmes exercent néanmoins la médecine, jusqu'au procès de Jacoba Félicie en 1322, et malgré un décret de 1270 interdisant l'exercice de la médecine à ceux qui n'ont pas suivi d'enseignement universitaire. Cela a pour effet, à partir du XIVe siècle, d'interdire aux femmes de pratiquer la médecine et la chirurgie, alors qu'elles s'y illustrent depuis l'Antiquité et sont chargées de soigner les malades et d'assurer le monopole de la faculté de Paris sur la médecine, sauf l'obstétrique. La conséquence en est également que les femmes sont moins bien prises en charge.

### L'université de Paris de la fin duXIIIesiècleà la fin duXVesiècle
Durant cette période, cinquante collèges universitaires sont créés à Paris à la suite du collège de Sorbonne. Les principaux sont les collèges d'Harcourt (1280), de Navarre (1304), du cardinal Lemoine (vers 1310), , du Plessis (1322), des Lombards (1334), des Écossais (1333), etc.
Au XVe siècle, apparaissent des établissements destinés aux élèves de la faculté des arts, plus jeunes que ceux des trois autres facultés. Ce sont des pensionnats, les « pédagogies », qui vont peu à peu prendre la place des écoles de la rue du Fouarre.
Les rois de France continuent de lui accorder leur protection. Philippe le Bel (vers 1300) s’appuie sur elle dans sa lutte contre la papauté[réf. nécessaire] ; Charles V (vers 1370) lui accorde le titre de « fille aînée des rois de France ». 
L'université organise très tôt un service postal : « La nécessité de maintenir les écoliers venus de province en rapport avec leurs familles fut cause que l’université de Paris eut de bonne heure des messagers et des messageries, bien avant que Louis XI eût établi (1464) la poste royale, qui ne fut pas mise tout de suite au service du public. Le transport des lettres et paquets était une source importante de revenus pour l’université, et elle la conserva jusqu’en 1719, époque où un édit royal ordonna la fusion de l’institution postale de l’université avec celle de l’État. »

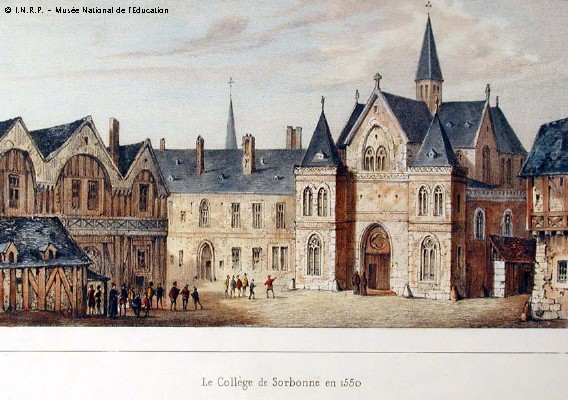
Le collège de Sorbonne en 1550.

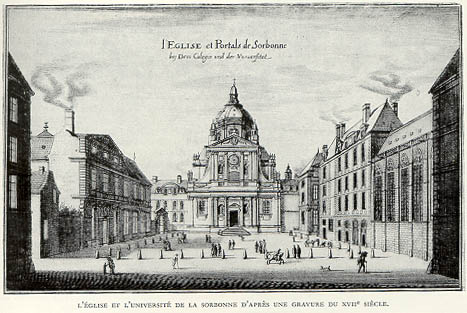
Le collège de Sorbonne au XVIIe siècle, après sa reconstruction par Richelieu.

### Création d'autres universités
Plusieurs autres universités sont fondées du XIIIe siècle au XVIe siècle.
Certaines d'entre elles sont fondées dans un territoire qui n'appartient pas encore au royaume de France (par exemple, en 1538, Strasbourg est une ville libre impériale du Saint-Empire romain germanique), donc une ville totalement étrangère ; d'autres sont fondées en France, mais dans ce qui est une principauté féodale (par exemple, en 1460, Nantes fait encore partie du duché de Bretagne, sur lequel le roi de France n'a aucun pouvoir formel) ; enfin, il faut tenir compte de la guerre de Cent Ans (1137-1453), durant laquelle le roi d'Angleterre, qui prétend être roi légitime de France, détient en fief le duché d'Aquitaine et occupe des étendues parfois importantes du royaume, notamment de 1420 à 1435.
Liste des universités fondées du XIIIe siècle au XVIe siècle :
- XIIIe siècle : 
  - université de Toulouse, créée en 1229 par le comte de Toulouse Raimond VII (le comté de Toulouse est un fief du royaume de France, qui entre dans le domaine royal en 1271) ;
- XIVe siècle : 
  - université d'Avignon créée en 1303 par le comte de Provence Charles II d'Anjou et le pape Boniface VIII (Avignon fait partie du comté de Provence, fief du Saint-Empire, puis des États pontificaux de 1309 à 1791) ;
  - université d'Orléans créée en 1306 par le pape Clément V ;
  - université de Cahors créée en 1331 par le pape Jean XXII, ancien évêque de Cahors ;
  - université de Grenoble créée en 1339 par le dauphin de Viennois Humbert II et le pape Benoît XII (le Dauphiné de Viennois est alors un fief du Saint-Empire) ;
  - université d'Angers créée en 1364 par le roi de France Charles V ;
  - université d'Orange créée en 1365 (la principauté d'Orange est un fief du Saint-Empire)
- XVe siècle : 
  - université d'Aix créée en 1409 par le comte de Provence Louis d'Anjou et le pape Alexandre V (le comté de Provence fait partie du Saint-Empire jusqu'en 1487) ;
  - université de Bourgogne créée en 1423 par Philippe le Bon, duc et comte de Bourgogne[6] (le comté de Bourgogne fait partie du Saint-Empire jusqu'en 1678 ; le duché de Bourgogne, fief du royaume de France, est confisqué par Louis XI en 1482 ; cette université est toujours localisée dans le comté[7],[8], qui devient la Franche-Comté après l'annexion par la France en 1678) ;
  - université de Poitiers créée en 1431 par le roi Charles VII pendant la guerre de Cent Ans ;
  - université de Caen créée en 1432 par le roi d'Angleterre Henri VI (Henri II de France[9]) représenté par le régent de France Jean de Lancastre, duc de Bedford, au cours de la guerre de Cent Ans (la Normandie est alors sous occupation anglaise) ;
  - université de Bordeaux créée en 1441 par l'archevêque de Bordeaux Pey Berland (Bordeaux fait alors partie du duché d'Aquitaine, fief français tenu par le roi d'Angleterre Henri VI[10]) ;
  - université de Valence créée en 1452 ;
  - université de Nantes créée en 1460 par le duc de Bretagne François II et le pape Pie II ;
  - université de Bourges créée en 1463 par le roi Louis XI, son frère le duc de Berry Charles de France et le pape Paul II ;
- Au XVIe siècle : 
  - université de Strasbourg créée en 1538[pas clair] ;
  - université de Reims créée en 1548 par l'archevêque de Reims et le pape Paul III ;
  - université de Pau créée en 1549[pas clair] ;
  - université de Douai créée en 1559 par le roi d'Espagne Philippe II, comte d'Artois et prince des Pays-Bas, l'évêque d'Arras Antoine Perrenot de Granvelle (le comté d'Artois et le comté de Flandre relèvent depuis 1526 du Saint-Empire (cercle de Bourgogne), et sont détenus par les Habsbourg depuis la mort de Marie de Bourgogne en 1482)
  - université de Pont-à-Mousson créée en 1572 par le duc de Lorraine Charles III, son cousin Charles de Lorraine, cardinal de Guise, et le pape Grégoire XIII (cette université confiée aux jésuites est un bastion de la contre-Réforme[11]).

### Réforme de Charles VII
Sous le règne de Charles VII eut lieu une réforme des anciens statuts de l’université de Paris ; ce fut le cardinal d’Estouteville, légat du pape, qui promulgua les nouveaux règlements (1452).

## Époque moderne

### Les universités face à la Renaissance humaniste
C'est à l'université de Paris, dans une dépendance du collège de Sorbonne, le cloître Saint-Benoît, qu'en 1470 est installé le premier atelier d'imprimerie de Gutenberg du royaume de France (dans ses limites d'époque), dix-neuf ans après l'invention des caractères typographiques mobiles à Mayence, dans le Saint-Empire.
Mais l’université n’en continue pas moins de n’enseigner que la vieille scolastique, et, lorsque François Ier voulut faire donner dans sa capitale un enseignement qui s’inspirât des idées de la Renaissance, il dut créer un établissement nouveau, le Collège royal (actuel Collège de France). L’université vit de mauvais œil cette création ; mais, n’ayant pu l’empêcher, elle trouva dans la concurrence qui lui était faite l’occasion d’améliorer quelque peu son propre enseignement.
Un autre péril la menaça bientôt, la fondation de la Compagnie de Jésus. Les jésuites ouvrirent à Paris le collège de Clermont (1563), et demandèrent que leur maison fût incorporée à l’université ; celle-ci refusa énergiquement d’admettre les nouveaux-venus dans son sein, et leur contesta même le droit d’enseigner ; il en résulta un procès où les jésuites obtinrent gain de cause, et l’université fut forcée de subir l’existence du collège de Clermont à côté des siens.

### Réforme de Henri IV (1600)
Une nouvelle réforme de l’université de Paris eut lieu en 1600, sous Henri IV ; elle était nécessitée par la décadence des études, suite des longues guerres civiles. L’enseignement des collèges de l’université resta néanmoins ce qu’il était autrefois et parut de plus en plus gothique et barbare au milieu d’une société polie où fleurissait une littérature nouvelle. Quant aux facultés, elles demeurèrent, au XVIIe et au XVIIIe siècle comme au Moyen Âge, les forteresses de la scolastique et de la routine.
| En 1789, l’université de Caen compte - cinq docteurs régents et 86 bacheliers et 81 licenciés à la faculté de droit, - cinq professeurs royaux de médecine, 18 inscriptions - trois chaires de théologie et 78 inscrits - les professeurs de la facultés des arts 40 lettres testimoniales. |

### Les universités françaises à la veille de la Révolution
La France a alors vingt-deux universités, la plupart avec les quatre facultés usuelles : théologie, droit, médecine et arts.
Dans le cadre strictement universitaire, il n’y a pas de distinction entre enseignement secondaire et enseignement supérieur. On entre à la faculté des arts à dix ans jusqu’à devenir maître ès arts vers dix-huit ans. L’objet principal des études est le latin. Il n’est pas prévu d’enseignement d’histoire, de géographie, de langue et de littérature.
Après la faculté des arts, on peut poursuivre dans une des facultés supérieures : théologie, droit ou médecine, afin d'obtenir un doctorat. L’enseignement y est strictement professionnel.
Mais la plupart des enfants scolarisés au-delà du niveau élémentaire ne vont pas à l'université, mais dans un collège, souvent tenu par un ordre enseignant (jésuites, oratoriens, etc.), où l'enseignement est plus ouvert. Ces collèges devraient normalement avoir l'agrément de l'université la plus proche, mais ce n'est pas toujours le cas : le collège de Clermont des jésuites à Paris (collège Louis le Grand à partir de 1682) n'a jamais eu cet agrément, en revanche il avait celui les rois de France.
Tous les progrès du siècle des Lumières se font en dehors des universités et ce mouvement n’est presque rien pour elles.

## Période de la Révolution française (1789-1799)

### Débuts de la Révolution: la monarchie constitutionnelle (1789-1792)
L’Assemblée nationale constituante, instituée comme telle le 9 juillet 1789, adopte un certain nombre de mesures révolutionnaires qui atteignent indirectement les universités : l'abolition des privilèges (4 août 1789), la nationalisation des biens de l'Église (octobre 1789), l'abolition des corporations (1791).
L’instruction est l’objet de réflexions à l'assemblée. Dans l'immédiat, le système d'Ancien Régime (universités et collèges) se prolonge. Deux conceptions se manifestent en ce qui concerne l’enseignement supérieur : soit des établissements ouverts à toutes les sciences, soit des écoles à visée professionnelle.
Un rapport est présenté à l'assemblée par Charles-Maurice de Talleyrand-Périgord en 1791, mais il est ajourné
| Organisation de l'enseignement selon Condorcet (avril 1792) - écoles primaires - écoles secondaires - instituts (cinq ans d'études) - lycées (au nombre de neuf) - société nationale des Sciences et des Arts. |

Les travaux sont repris par l'Assemblée nationale législative qui débute en octobre 1791. Le plan du comité d'instruction publique présidé par Nicolas de Condorcet est lu à l'assemblée en première lecture les 20 et 21 avril 1792, à un moment où les tensions sont fortes (le 22 avril, l'assemblée vote l'entrée en guerre contre l'Autriche). Le plan Condorcet prévoit un système éducatif à cinq degrés (ci-contre). La discussion est ajournée, faute d'accord général. Il est notamment reproché[Par qui ?] à ce système de vouloir recréer une aristocratie, alors même qu’on venait de supprimer les corporations[pas clair].

### Débuts de la Première République (1792-1794): l'abolition des universités
Louis XVI est renversé le 10 août 1792 et une nouvelle assemblée constituante est élue, la Convention nationale, qui le 21 septembre, décide l'abolition de la royauté. On entre alors dans une période de tensions encore plus vives, qui vont aboutir à la Terreur (septembre 1793-juillet 1794).
Toutefois, la nouvelle assemblée étudie aussi les problèmes de l'enseignement. De nouveaux rapports sont proposés successivement par Charles-Gilbert Romme, Joseph Lakanal et Lepeletier de Saint-Fargeau.

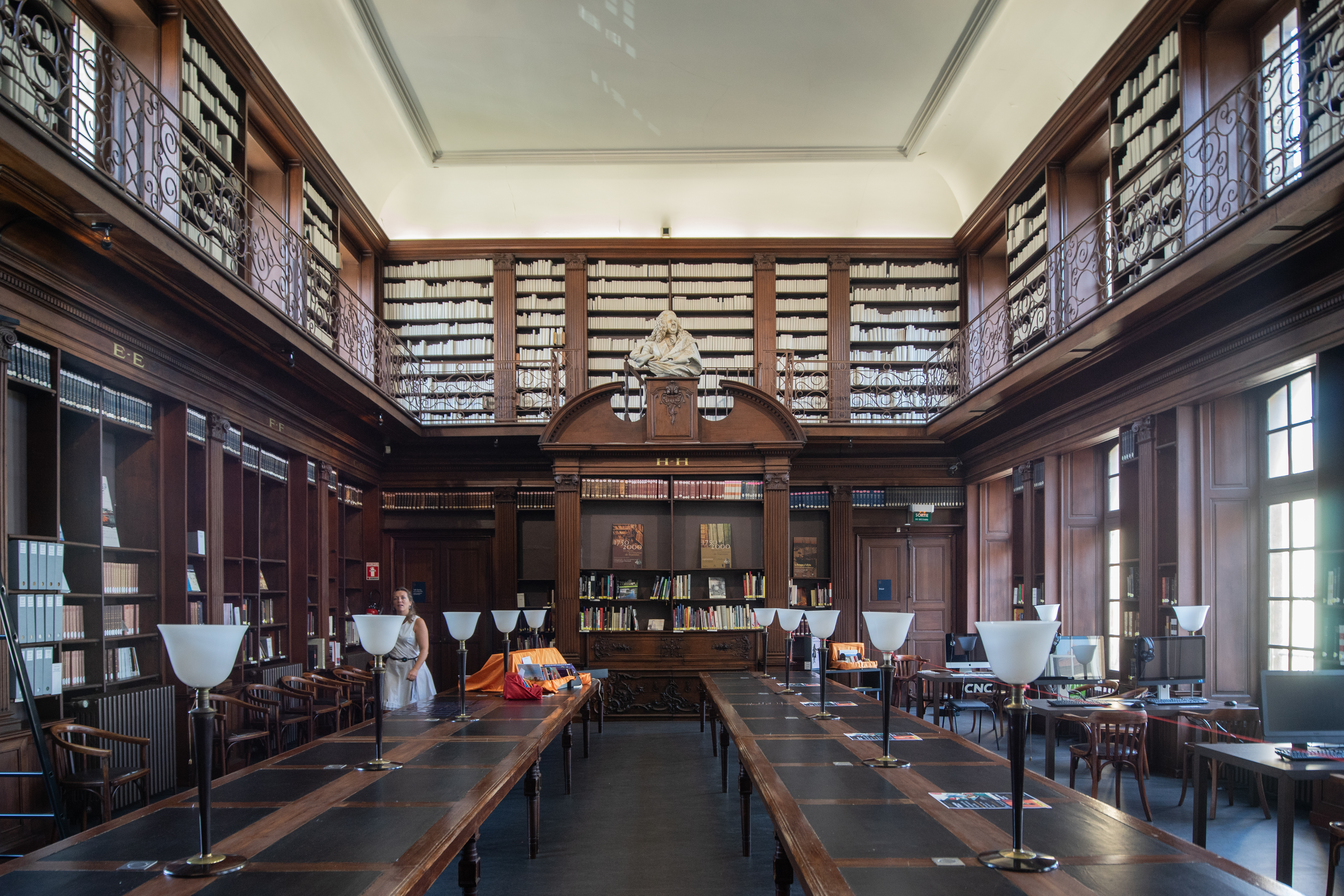
Après la Révolution, les bâtiments de l'université de Nancy, deviennent ceux de la bibliothèque municipale de Nancy (photo prise en 2018).

Le 15 septembre 1793, alors que les montagnards ont pris le pouvoir à la suite des journées de mai-juin 1793, un décret décide que, en plus des écoles primaires, trois degrés d'enseignement seront établis, correspondant aux écoles secondaires, aux instituts et aux lycées du plan de Condorcet. L’article 3 dispose que les nouveaux établissements seront ouverts le 1er novembre suivant, et que, « en conséquence, les collèges de plein exercice et les facultés de théologie, de médecine, des arts et de droit sont supprimés sur toute la surface de la République ».
Mais ce décret est suspendu le lendemain. Il est difficile de connaitre de façon précise le moment où les facultés cessent d’exister.

### Période de la Convention thermidorienne et du Directoire (août 1794-novembre 1799)
En décembre 1794, les facultés de médecine sont officiellement remplacées par les écoles de santé, créées par un décret du 14 frimaire an III (4 décembre 1794). Les autres facultés ne sont pas remplacées.
Le décret du 7 ventôse an III (25 février 1795) crée des écoles centrales départementales. L'article 3 indique : « En conséquence de la présente loi, tous les anciens établissements consacrés à l’instruction publique sous le nom de collèges, et salariés par la nation, sont et demeurent supprimés dans toute l’étendue de la République ».
La loi du 3 brumaire an IV (25 octobre 1795) crée, pour le haut enseignement, des « écoles spéciales » (astronomie ; géométrie et mécanique ; histoire naturelle: médecine ; art vétérinaire ; économie rurale ; antiquités ; sciences politiques ; peinture, sculpture et architecture ; musique).

### Établissements d'enseignement supérieur créés par la Convention
- le Muséum d'histoire naturelle (10 juin 1793)[b 13],
- l’École polytechnique (28 septembre 1794)[b 14],
- l’École normale supérieure[b 15], *trois écoles de santé[b 16]
- le Conservatoire national des arts et métiers[b 17],
- l’École spéciale des langues orientales (30 mars 1795)[b 18].

## Période du Consulat et du Premier Empire (1800-1814)
Le 18 Brumaire an VIII (9 novembre 1799), un coup d'État met fin au Directoire et porte au pouvoir trois consuls, dont le général Napoléon Bonaparte, premier consul, puis consul à vie (1802), puis empereur des Français (1804). Le règne de Bonaparte ne remet pas en cause la Révolution française, mais rétablit l'ordre, ainsi que certains éléments de la société ancienne. Un autre aspect est la normalisation des relations avec le pape, totalement rompues durant la Révolution à partir de 1791, grâce au concordat de 1801.

### Premières mesures prises par Bonaparte (1802-1804)
| Organisation de l'enseignement sous le Consulat : - enseignement secondaire : écoles secondaires et trente lycées (à la place des écoles centrales) ; - enseignement supérieur : 29 écoles spéciales, dont six de droit et trois de médecine |

La loi du 11 floréal de l'an X (1er mai 1802), durant le  Consulat, met en place une nouvelle organisation (ci-contre). Ce décret rétablit aussi les grades universitaires, qui deviennent des garanties d’État afin de permettre de réglementer certaines professions, notamment celles de la santé et du droit.
La loi du 22 Ventôse an XII (13 mars 1804) présentée par le conseiller d'Etat Théophile Berlier (1761-1844) concerne le fonctionnement des écoles de santé: il indique que les examens du doctorat en médecine sont fixés par la loi.
Une autre loi datée du même jour concerne les écoles de droit. L'âge d'admission est de 16 ans (article 1). Les écoles de droit délivrent les diplômes de bachelier (deux ans), de licencié (trois ans) et de docteur (quatre ans) (articles 9, 10 et 11).
En l'absence de diplôme de fin d'études secondaires, il n'est pas défini par la loi d'exigences académiques pour entrer dans une école spéciale. En pratique, cependant, il faut avoir une bonne connaissance du latin étant donné que certains examens sont passés dans cette langue, ce qui suppose une formation secondaire sérieuse.

### Création de l'Université impériale (1806)
| Organisation de l’Université décrétée en 1808 : - des établissements publics de trois sortes : collèges communaux, lycées et facultés; - création d'une académie par ressort de cour d’appel, chacune dirigée par un recteur assisté d’un conseil académique. Dans chaque académie, des établissements publics et privés sont incorporés ou rattachés à l’Université; - au sommet, le grand-maître de l'Université, nommé par l’Empereur, révocable de façon discrétionnaire, assisté du Conseil de l’Université. |

En 1806, Napoléon Ier crée une entité portant le nom d'« Université », par la suite « Université impériale ». Il ne s’agit pas d’une université d'Ancien Régime, mais de l’administration par l'État de l’ensemble de l’enseignement public français. Une hiérarchie des enseignants est mise en place. Il s’agit pour Napoléon de façonner les citoyens pour leur transmettre la morale de l’État. Par ailleurs Napoléon conçoit l’enseignement supérieur seulement comme une formation professionnelle.

### L'enseignement supérieur dans l'Empire français
En ce qui concerne l'enseignement supérieur, sont établies dans l'Empire :
- quatre facultés de théologie (en effet, du fait du concordat et de ses annexes, les prêtres, pasteurs et rabbins sont salariés par l'État et doivent être formés correctement) ;
- six facultés de médecine ;
- douze facultés de droit ;
- vingt-sept facultés de sciences et de lettres[b 30].

Les facultés de droit et de médecine remplacent les écoles spéciales, mais gardent leurs finalités professionnelles.
Les facultés des lettres et des sciences sont des entités nouvelles dont le but premier est de garantir le niveau des professeurs : elles se consacrent essentiellement ) la collation des grades, sans avoir à donner d'enseignement. Dans le cas des sciences, les candidats sont formés au Collège de France, au Muséum ou à l’École polytechnique.
En 1814, alors que l'Empire français est considérablement agrandi par les conquêtes (il compte 132 départements en 1811), les facultés prévues en 1806 n’ont pas toutes été créées.
De 1809 à 1814, des diplômes sont accordés

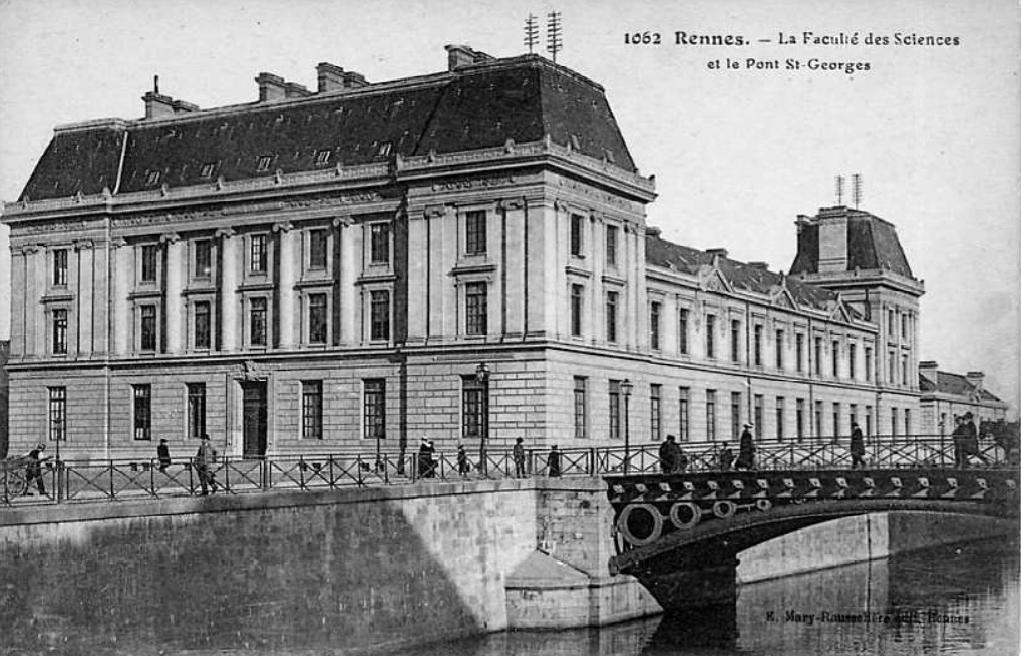
À Rennes, qui comptait des facultés de droit et de lettres, Cousin veut constituer une université bretonne en 1840. La Chambre vote pour la fondation de la faculté des Sciences mais contre celle de Médecine (photo de la faculté des Sciences prise en 1905).

- en droit, à 3 100 licenciés et 73 docteurs;
- en médecine à 1 456 docteurs en médecine et 52 docteurs en chirurgie ;
- en lettres à 153 licenciés et 56 docteurs ;
- en sciences à 40 licenciés[b 36].

## De la chute de Napoléon à la fin duXIXesiècle(1814-1896)

### Période de la Restauration (1814-1830)
La Restauration condamne l’Université impériale et veut fournir un nouveau modèle d’éducation. Le 17 février 1815, l’Université reçoit un arrêt de démembrement visant à la remplacer par dix-sept universités régionales; mais cet arrêt n’est pas appliqué en raison du retour de Napoléon Ier quelques jours plus tard.
Après les Cent-Jours, le Gouvernement décide d’accorder un sursis à l’Université, qui est néanmoins modifiée : plus de Grand-Maître, plus de Conseil de l’Université mais une commission de cinq membres sous l’autorité du ministre de l’Intérieur. On supprime ensuite dix-sept facultés des lettres et trois facultés des sciences; des professeurs trop bonapartistes sont suspendus ; les programmes sont modifiés, et on envisage d’enlever les facultés de médecine de l’Université; malgré tout le fonctionnement de l’Université continue sous la même forme.

### Monarchie de juillet et seconde République (1830-1851)
Durant la monarchie de Juillet, François Guizot et Victor Cousin soutiennent l’idée d’une décentralisation pour voir la création de quatre universités complètes en Province plutôt que des facultés dispersées. D’autres ministres comme Abel-François Villemain rejettent cette idée, et augmentent le nombre de facultés de Lettres et de Sciences. En effet 1844, un projet de loi prévoit que les petits séminaires (soustraits de l’Université depuis 1814) pourraient présenter leurs élèves au baccalauréat en France. Le projet n’est pas voté mais dans les villes sans facultés, des jurys du baccalauréat indépendants des facultés se développent. L’État qui ne veut pas renoncer au monopole des grades est donc contraint d’augmenter le nombre de facultés. En 1840, les écoles de pharmacie sont intégrées aux universités, mais elles ne prendront la dénomination de « faculté » qu’en 1920.
La Deuxième République est marquée par la Loi Falloux en 1850 qui instaure une nouvelle organisation de l’éducation, le terme « Université » disparaît, et l’enseignement secondaire n’est plus le monopole de l’État. Rien n’est modifié dans l’enseignement supérieur.

### Second Empire (1852-1870)
Pendant le Second Empire, les programmes des études sont fixés de manière très précise par l’État; un décret paru en 1852 met l’éducation sous l’autorité des ministres et de l’Empereur. La loi de 1854 revient en partie sur la loi Falloux, les grandes académies sont reconstituées, les recteurs voient leur autorité renforcée. Dans l’enseignement supérieur, de nouvelles facultés sont créées. Victor Duruy crée l’École pratique des hautes études, où un enseignement non programmé par l’État est donné.

### Débuts de la Troisième République (1870-1896)

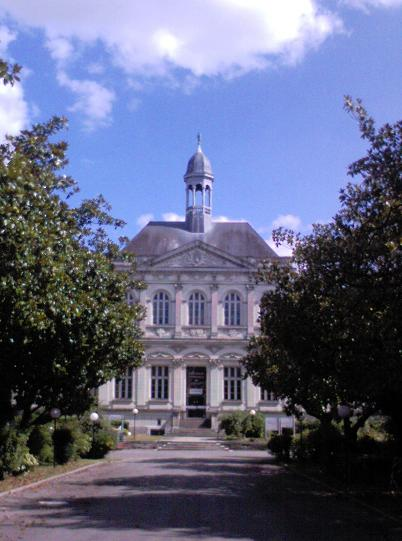
En 1875, l'université catholique d'Angers est la première faculté de droit libre de France. Les facultés de lettres, des sciences et de théologie ouvrirent respectivement en 1876, 1877 et 1879. (Photo du palais universitaire d'Angers prise en 2009).

La Troisième République poursuit les réformes de la deuxième, la loi Wallon du 12 juillet 1875 promulguée le 26 juillet 1875 met fin au monopole d'état dans l'enseignement supérieur et son article 5 permet aux établissements privés d'enseignement supérieur de prendre le nom d'« universités libres » s'ils réunissent au moins trois facultés. Cinq établissements universitaires privés sont ainsi créés, à Paris, Lille, Lyon, Angers et Toulouse : les « Cathos ».
La loi du 18 mars 1880 relative à la liberté de l’enseignement supérieur interdit ensuite aux établissements privés d'enseignement supérieur, sans pour autant remettre en cause leur existence, de se nommer « université ». Cette interdiction est toujours en vigueur, ce qui explique que ces établissements portent le titre officiel d'instituts catholiques, même si l'expression « université catholique » est passée dans les usages.
Du côté de l'Etat, face à ce dynamisme catholique, on pense par la suite à recréer les universités. Un projet de William Henry Waddington de 1876 prévoit la création de sept universités qui sont en fait des groupements régionaux. Celui-ci ne voit pas le jour. Dans le même temps de nouveaux bâtiments sont construits partout en France pour accueillir les facultés. À la fin du XIXe siècle, on compte 24 000 étudiants dans les facultés (dont 9 000 dans les facultés libres des « Cathos »). En 1885, les facultés d'Etat obtiennent la personnalité morale; elles ont eu ensuite leur propre budget en 1890. En 1885, le ministre René Goblet créé le « conseil des facultés » dans chaque académie. En 1890, un nouveau projet présenté par Léon Bourgeois devait recréer les universités ; la discussion est interrompue, mais on institue les « corps de facultés ».

## Les universités de 1896 à 1968
La Troisième République accorde une grande importance à l’instruction publique, comme le montrent les lois sur l'enseignement primaire de 1880-1881. En ce qui concerne l'enseignement supérieur, il s'agit de favoriser le progrès scientifique, mais aussi de transmettre ces progrès à l’industrie. Ces idées s’opposent au rôle dévolu aux facultés, limités à la formation professionnelle des médecins, juristes, ecclésiastiques et professeurs de l'enseignement secondaire.
Un projet de 1890 prévoit la création des universités mais en nombre limité[pas clair], ce qui fait traîner la discussion au Parlement.

### Refonte de l'organisation universitaire (1896)
Le 18 juin 1895 un nouveau projet de loi est présenté par le ministre Raymond Poincaré (1860-1934). Il transforme les facultés existant dans une ville (le « corps des facultés ») en universités dotées d'un statut. Il prévoit plus de créations que dans le projet de 1890.[pas clair] Ce projet est voté à l’unanimité à la Chambre des députés et le Sénat le vote par 223 voix contre 29. La loi est promulguée le 10 juillet 1896.
On conserva les grades délivrés par l’État, mais les titres universitaires sont désormais déterminées par les établissements[pas clair],.
Les universités créées sont : 
- Aix,
- Besançon,
- Bordeaux,
- Caen,
- Clermont,
- Dijon,
- Grenoble,
- Lille,
- Lyon,
- Montpellier,
- Nancy,
- Paris,
- Poitiers,
- Rennes,
- Toulouse.

### Les universités de la Troisième République (1896-1940)
Les universités, placées sous la responsabilité d’un recteur, n'ont cependant aucun rôle de coordination des facultés. Le pilotage de l’enseignement supérieur prend la forme d’une cogestion entre le ministère et la profession universitaire[Quand ?] représenté par le conseil national des universités  et les conférences des doyens.
L'université joue un plus grand rôle dans le domaine de la recherche dans toutes les disciplines. En particulier, les laboratoires de physique, chimie, biologie se développent.
L'enseignement évolue peu, mais la pharmacie acquiert une spécificité à travers les Écoles supérieures de pharmacie. En revanche, les chaires de théologie catholique disparaissent en 1886, suivies par celles de théologie protestante en 1905.
À partir des années 1920, certains enseignements se développent et / ou gagnent en autonomie : l'économie fait l'objet d'un enseignement, d'abord au sein des facultés de droit, puis dans des facultés autonomes ; du côté des matières scientifiques, les mathématiques créent parfois des facultés autonomes ; la sociologie et la psychologie font leur entrée dans les facultés de lettres.

### Seconde Guerre mondiale et après-guerre

#### L'Occupation et la Libération
Les premiers centres universitaires s'ouvrent dans d'autres villes pendant la Seconde Guerre mondiale pour pallier les difficultés de communication. L’Université de Strasbourg fut repliée à Clermont-Ferrand et, lors de l’occupation totale, elle fut ensuite, à Clermont, envahie par les troupes d’occupation avec assassinat d’un professeur le 23 novembre 1943. À Paris, il y eut la manifestation étudiante du 11 novembre 1940 qui entraîna pendant quelques semaines la fermeture de l’université. Les universités françaises subirent l’application du statut des juifs. Il y a eu un développement de la Résistance et de la répression.
L’immédiat après-guerre n’a pas vu de grande réforme de l’organisation et des études dans les universités françaises, mais les souffrances supportées en commun par professeurs et étudiants sous l’Occupation ont contribué à l’esprit de développement social qui suit la Libération. On peut noter aussi que l’université de Caen, reconstruite après la destruction de la ville, fut la première université française construite sous la forme d'un campus anglo-saxon (actuel campus 1).

#### La massification des années 1960

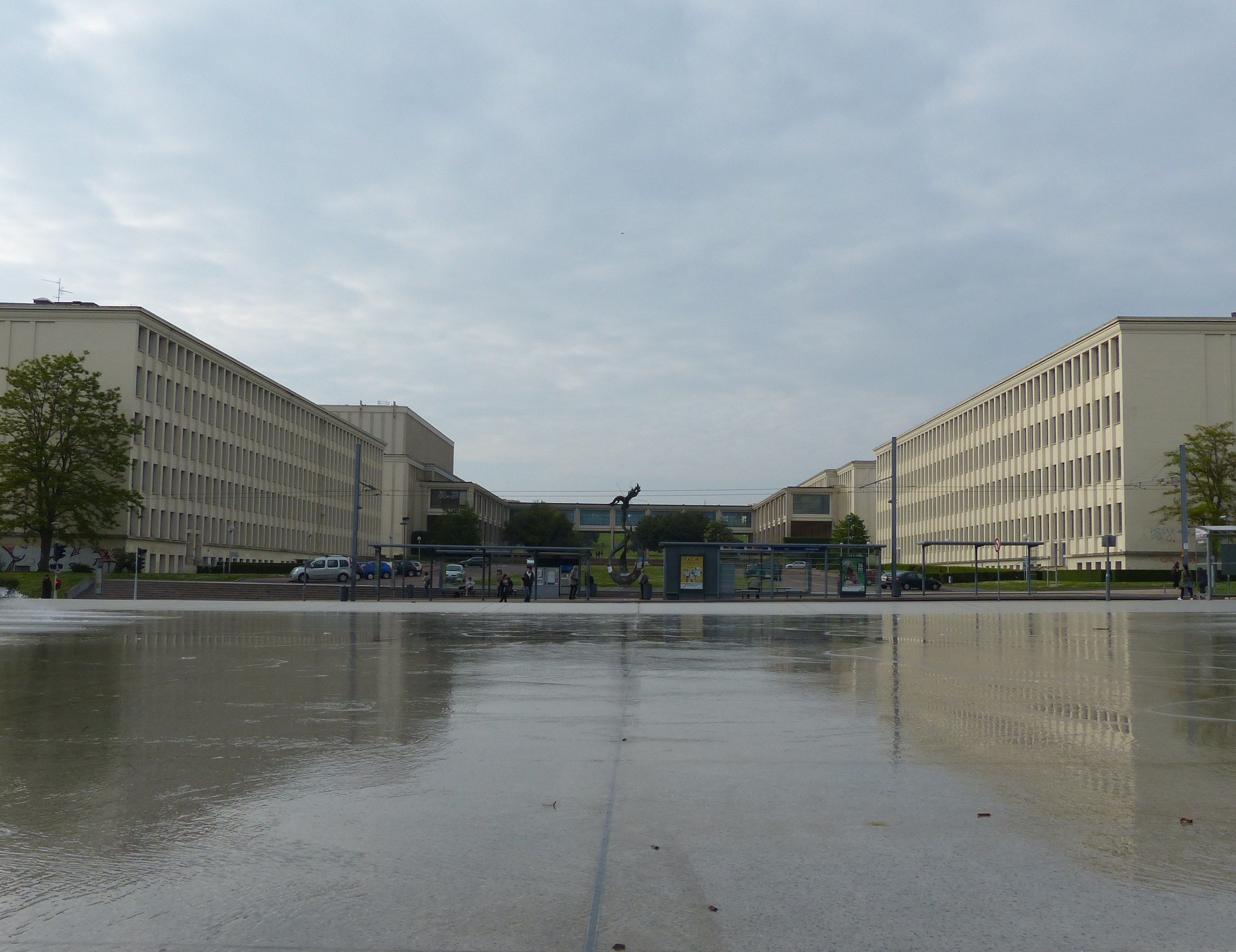
Campus 1 de Caen.

Au niveau national, les effectifs explosent, les effets du baby boom se faisant sentir dans les années 1960. De nouveaux centres universitaires sont créés à Paris et en province pour tenter de faire face à cette situation. Ces créations passent par l'implantation d'antennes ou « collèges scientifiques universitaires » parfois accompagnées de « collèges littéraires universitaires », entre la fin des années 1950 (ainsi en 1958 à Amiens, sous l'autorité de l'université de Lille), et le début des années 1960 (par exemple en 1963 à Brest). Certains de ces collèges sont transformés en facultés de plein exercice avant même mai 1968.
Au cours de cette décennie, l’État crée les premiers campus à la française, sur le modèle américain. Les études de médecine et la recherche médicale sont réformées en 1958 (création des centres hospitaliers universitaires, CHU).
Les critiques à l'égard de la sclérose de l'organisation administrative, hiérarchique et centralisée de l'Université, ainsi que du traditionalisme de la pédagogie, conjuguées au problème des effectifs, vont constituer les principales revendications du mouvement de mai 1968.

## La crise de 1968 et ses suites

### Préludes
En mars 1967 a lieu à l'Université de Nanterre l'occupation du bâtiment de la cité universitaire réservé aux étudiantes par des étudiants. C'est alors que se fait connaitre Daniel Cohn-Bendit.
Cette occupation débouche sur la formation du mouvement du mouvement du 22-Mars.

### Les événements de Mai 68

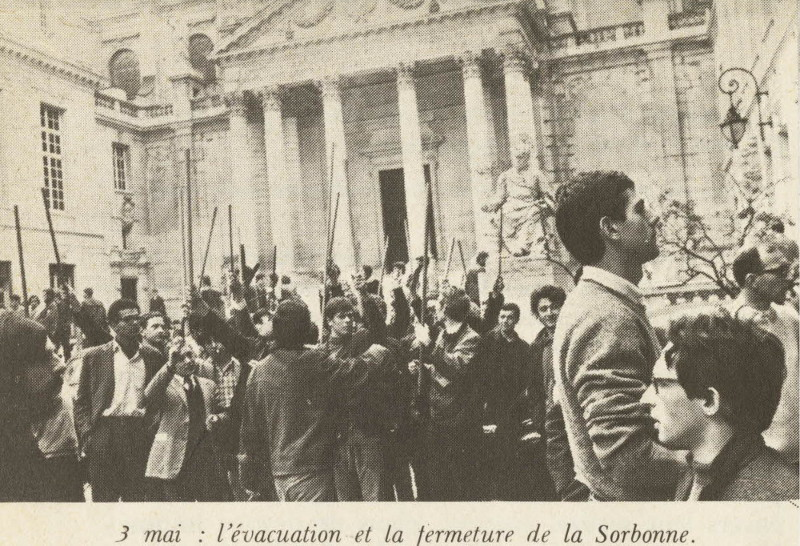
Occupation de la Sorbonne le 3 mai 1968.

Les événements de mai 1968 commence avec l'occupation de la Sorbonne par les étudiants du mouvement du 22 mars et d'autres groupuscules. Il s'ensuit des heurts avec la police, des nuits d'émeutes au Quartier latin, ainsi que dans plusieurs villes universitaires de province. Le gouvernement parait désemparé. Le 13 mai 1968, les organisations syndicales lancent un mot d'ordre de grève qui va être suivi massivement et devenir une grève générale : pendant environ trois semaines, la France est en grève. Le 27 mai, sont signés les accords de Grenelle entre le gouvernement, le patronat et les syndicats ouvriers, mais cela ne met pas fin à l'agitation, qui vise à obtenir le départ de Charles De Gaulle. Le 30 mai, le président de la République, disparu pendant deux jours, déclare qu'il refuse de donner sa démission et qu'il dissout l'Assemblée nationale. Cela casse le mouvement sur le plan politique, même s'il se prolonge parfois jusqu'en juin et s'il a des conséquences à long terme.
L'ampleur de la crise prend tout le monde de court. Les événements de Mai 68 sont l'occasion de rencontres nouvelles entre certains enseignants et des étudiants, ainsi qu'à une vague importante de propositions.
Dans plusieurs villes universitaires, des facultés se déclarent autonomes, des facultés ou des universités modifient leurs statuts dans un sens plus démocratique.

### La réforme de novembre 1968: la loi Edgar Faure
Les législatives de juin 1968 donnent au président de la République une majorité écrasante, alors que la majorité élue en 1967 était très faible. Georges Pompidou cède le poste de Premier ministre à Maurice Couve de Murville, dont le ministre de l'Éducation est Edgar Faure. Ce gouvernement reste en place jusqu'au 20 juin 1969 (en avril, Charles de Gaulle démissionne et Georges Pompidou est élu président en juin).
En ce qui concerne l'université, le gouvernement réagit par la loi Faure. Promulguée le 12 novembre 1968, cette loi compte comme mesures principales les suivantes :
Les facultés sont supprimées au profit de deux nouvelles instances : les unités d’enseignement et de recherche (UER) et les universités, auxquelles sont donnés de plus larges pouvoirs. Ces universités sont administrées par des conseils qui comportent désormais des étudiants et élisent leur président d'université. Les études sont également réformées : le système des certificats est remplacé par celui des unités de valeur (UV) qui permet aux étudiants de choisir leur enseignement. Enfin, on renonce à la sélection à l’entrée des universités.
Alors que l’objectif de la loi était de créer des universités pluridisciplinaires, il se forme dans les métropoles des établissements à dominante disciplinaire, ce qui maintient dans les faits les frontières qui existaient entre les facultés. Les scissions des universités sont largement politisées, se faisant selon un clivage gauche/droite. Lorsque celles-ci résultent de situations véritablement conflictuelles, le ministre de l'Éducation, Joseph Fontanet, tranche de manière autoritaire, comme à Lyon ou à Aix-Marseille. Selon le rapport Rousso, « Il prend ainsi une décision d’ordre public qui cherche à affirmer la primauté de l’État sur le principe de l’autonomie universitaire lorsque les universitaires s’avèrent incapables de régler seuls une crise majeure. ». À l'inverse, le Centre universitaire expérimental de Vincennes, créé par le ministre de l'Éducation Edgar Faure à l'automne 1968, est ancré à gauche, fonctionnant sur le principe de l'autogestion. Deleuze, Foucault, Lyotard, Badiou et d'autres y enseigneront, avant qu'il soit rasé en 1979, rejoignant l'Université Paris VIII créée en 1969.

### Période pompidolienne (1969-1974)

#### Vicissitudes de l'université de Lyon
À Lyon, le ministre de l'Education Olivier Guichard annonce en 1969 la création de Lyon-I, qui regroupe les anciennes facultés de sciences et de médecine, et de Lyon-II, qui regroupe l’ancienne faculté des Lettres et de sciences humaines, et celle de Droit, ainsi que celle de futures universités. Deux ans plus tard, une scission s'opère à Lyon-II, aboutissant à la création Lyon-III, ancrée à droite, voire à la droite radicale du mouvement universitaire.
Si des raisons institutionnelles expliquent aussi celle-ci, les causes politiques sont décisives : la création de Lyon-III « a été rendue possible par une alliance entre des catholiques modérés [notamment Maurice-René Simonnet, proche du ministre Joseph Fontanet ] et des éléments de la droite radicale, sur fond de rivalités disciplinaires – le refus des juristes de travailler avec des littéraires. ». Lyon II voit en effet une minorité de la droite universitaire radicale s'opposer au Conseil universitaire, un projet immobilier de résidence universitaire étant l'occasion de controverses, tandis que l'élection du juriste Jean-Pierre Lassale à la présidence de Lyon II nécessite treize tours de scrutin André Decocq, assesseur du doyen de la faculté de Droit et Jacques Goudet, tous deux membres du Service d'action civique (SAC) et de l'UNI, jouent un rôle important dans la scission.
Selon le rapport Rousso (2004) :

« la droite universitaire la plus radicale (...) cherche après 1968 [,] à contrôler quelques lieux où le rapport de forces pencherait en sa faveur. Cette politique a porté ses fruits à Paris IV [la Sorbonne], où a été créé l’UNI, ou à Aix-Marseille III, une université à dominante juridique, fondée presque au même moment et dans des circonstances bien plus conflictuelles que celles de Lyon III, à cause notamment de la personnalité controversée du juriste Charles Debbasch. Cette stratégie a d’ailleurs été enclenchée dans l’entourage de Georges Pompidou, inquiet de l’influence réelle ou supposée des groupes d’extrême gauche. »

Toutefois, d'autres causes jouent; les philosophes de Lyon-II (dont François Dagognet et Bernard Bourgeois) décident ainsi de rejoindre Lyon-III, par crainte de voir l'UER de philosophie disparaître. 

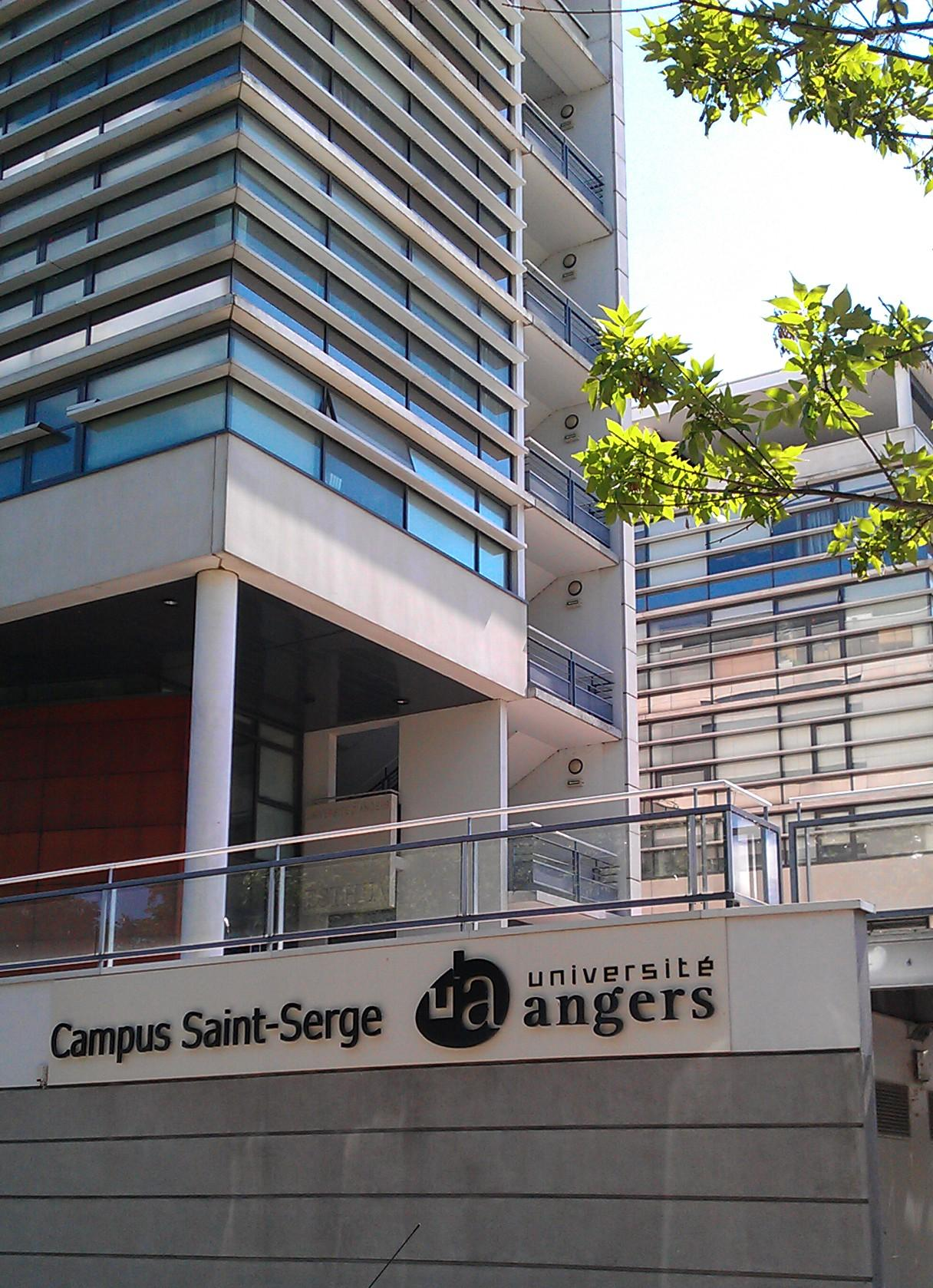
Le campus de Saint-Serge, de l'université d'Angers, construit dans les années 1990.

### Période giscardienne (1974-1981)
Vainqueur des élections présidentielles de 1974, Valéry Giscard d'Estaing prend pour Premier ministre Jacques Chirac, qui nomme René Haby à l'Éducation et Jean-Pierre Soisson aux Universités. Le 25 août 1976, Jacques Chirac démissionne et est remplacé par Raymond Barre avec Alice Saunier-Seïté (1925-2003) aux Universités.

#### Gouvernements Barre (1976-1981): Alice Saunié-Seïté aux Universités
Les conditions se durcissent avec la ministre des universités Alice Saunier-Seïté (1976-1981), dont elle juge les conséquences négatives : « Par son libéralisme, elle a permis toutes les licences et fait le jeu des marxistes ». Des mesures en découlent : corps de professeurs unifié, licenciement des vacataires, transformation du CNU, allocations de recherche, unification des corps d'enseignants. Les clivages sont les plus forts lors de la remise en cause de la participation avec la loi Jean Sauvage, qui renforce la présence des professeurs au sein des conseils des universités, passant d'un quart à la moitié. Plusieurs dispositifs suscitèrent des remous dans l'opposition et aux universités, y compris au sein de la majorité, la ministre étant parfois opposée au premier ministre Raymond Barre.

## Période mitterrandienne (1981-1995)

### Gouvernements Mauroy et Fabius
La loi Savary en 1984 fait des universités des établissements publics à caractère scientifique, culturel et professionnel, les UER prennent le nom d'unités de formation et de recherche (UFR). La démocratie universitaire est renforcée avec la création du Conseil des études et de la vie universitaire (CEVU), où les étudiants et les enseignants sont représentés à parité. La plupart des universités se dotent d'un vice-président étudiant.Toujours en 1984, un projet de loi remet en cause la liberté d’enseignement. À la suite d'importantes manifestations, le projet est retiré et le gouvernement de Pierre Mauroy démissionne. À la fin des années 1980, les universités et le ministère signent des contrats quadriennaux. La stratégie des établissements se définit alors au niveau des universités et non plus au niveau des facultés.
D'autres formations à caractère professionnel sont créées : les magistères en 1985, les instituts universitaires professionnalisés en 1991.

### Gouvernement Chirac (1986-1988)
La première tentative pour donner plus d’autonomie aux universités, pour leur permettre de sélectionner à l'entrée et à chaque cycle, et les mettre en concurrence, date de 1986 avec le projet de loi Devaquet (réforme abandonnée à la suite des contestations des étudiants). En 2003, Luc Ferry présente un projet de loi donnant plus d’autonomie aux universités, celui-ci est finalement ajourné.

### Gouvernements Rocard, Cresson et Beregovoy (1988-1993)
Du côté de l'enseignement supérieur privé, les cinq universités catholiques fondées en 1875-1877 se rassemblent au sein de l'Union des établissements d'enseignement supérieur catholiques (UDESCA). A la fin du siècle, de nouveaux instituts catholiques sont créés à Rennes (1989) et en Vendée (1990).

### Gouvernement Balladur (1993-1995)
Dans les années 1990 et 2000, la France s'engage dans des plans de modernisation, en particulier pour améliorer les structures (restaurants universitaires, laboratoires…) ou pour rénover les locaux.

## Depuis 1995: la loi sur l'autonomie des universités
Le monde universitaire des années 1960-70 était sélectif, concurrentiel et élitiste. Les années 2000 vont voir l’abandon du discours égalitariste au profit d’une mise en compétition, d’une visibilité des différents classements et évaluations.
La mise en compétition est mise en scène par plusieurs appels nationaux à projets : pôles de compétitivité en 2005, plan Campus en 2008 et les investissements d'avenir en 2010 ; ainsi que par les créations de l’agence nationale de la recherche, chargée du financement des projets de recherche, et de l’agence d'évaluation de la recherche et de l'enseignement supérieur. Ces agences, en recentrant le ministère sur la stratégie, sont un des dogmes de la nouvelle gestion publique.
En 2007, la loi relative aux libertés et responsabilités des universités renforce le pouvoir des présidents et des conseils centraux. En particulier, les universités accèdent aux « responsabilités et compétences élargies », et peuvent gérer elles-mêmes leur masse salariale, par exemple en choisissant d’ouvrir un poste de professeur à la place de deux maîtres de conférence. Cela a entraîné, au sein des établissements, un développement des fonctions administratives telles la gestion des ressources humaines.
Dans les mêmes temps, une politique volontariste, menée par la droite ou la gauche, va chercher à rapprocher universités, écoles et recherche. Cette séparation historique présente plusieurs inconvénients, comme le fait de former des élites avec une visée professionnelle et non avec des activités de recherche. Une autre des raisons est à chercher dans le classement des universités par l'université Jiao Tong de Shanghai qui consacre le modèle des universités pluridisciplinaires, alors que depuis la loi Faure, le modèle français était plutôt doté d’universités mono-disciplinaires. Ainsi, et bien que supposées être plus autonomes, les universités sont encouragées à s’insérer dans des campus territoriaux, notamment lors des appels à projets . Les regroupements universitaires prennent plusieurs formes à partir de 2006 :
- les pôles de recherche et d'enseignement supérieur (PRES) créés par la loi de programme pour la recherche du 18 avril 2006, qui facilite la coopération inter-universitaire et met en place des structures de coordination des financements de la recherche. Juridiquement, ces institutions acquièrent le statut d'établissements publics de coopération scientifique (EPCS) ou de fondations de coopération scientifique (FCS) ;
- les communautés d'universités et établissements (COMUE) créées par la loi relative à l’enseignement supérieur et à la recherche, du 22 juillet 2013 ;
- les établissements publics expérimentaux (EPE) créés par l'ordonnance du 12 décembre 2018 relative à l'expérimentation de nouvelles formes de rapprochement des établissements d'enseignement supérieur.

Certaines universités fusionnent, à commencer par celles de Strasbourg en 2009, puis Aix-Marseille, Lorraine (2012), Bordeaux (2014), Montpellier (2015) …Il s’agit d’initiatives locales, alors que le ministère aurait préféré la constitution de regroupements. La fusion d’établissements sera reconnue par la loi de 2013.
Parallèlement, les universités catholiques connaissent un important développement entre 2000 et 2020, doublant leur effectif étudiant inscrit et accueillant à l'heure actuelle 4 à 5 % des étudiants français.

## Évolution des grades universitaires

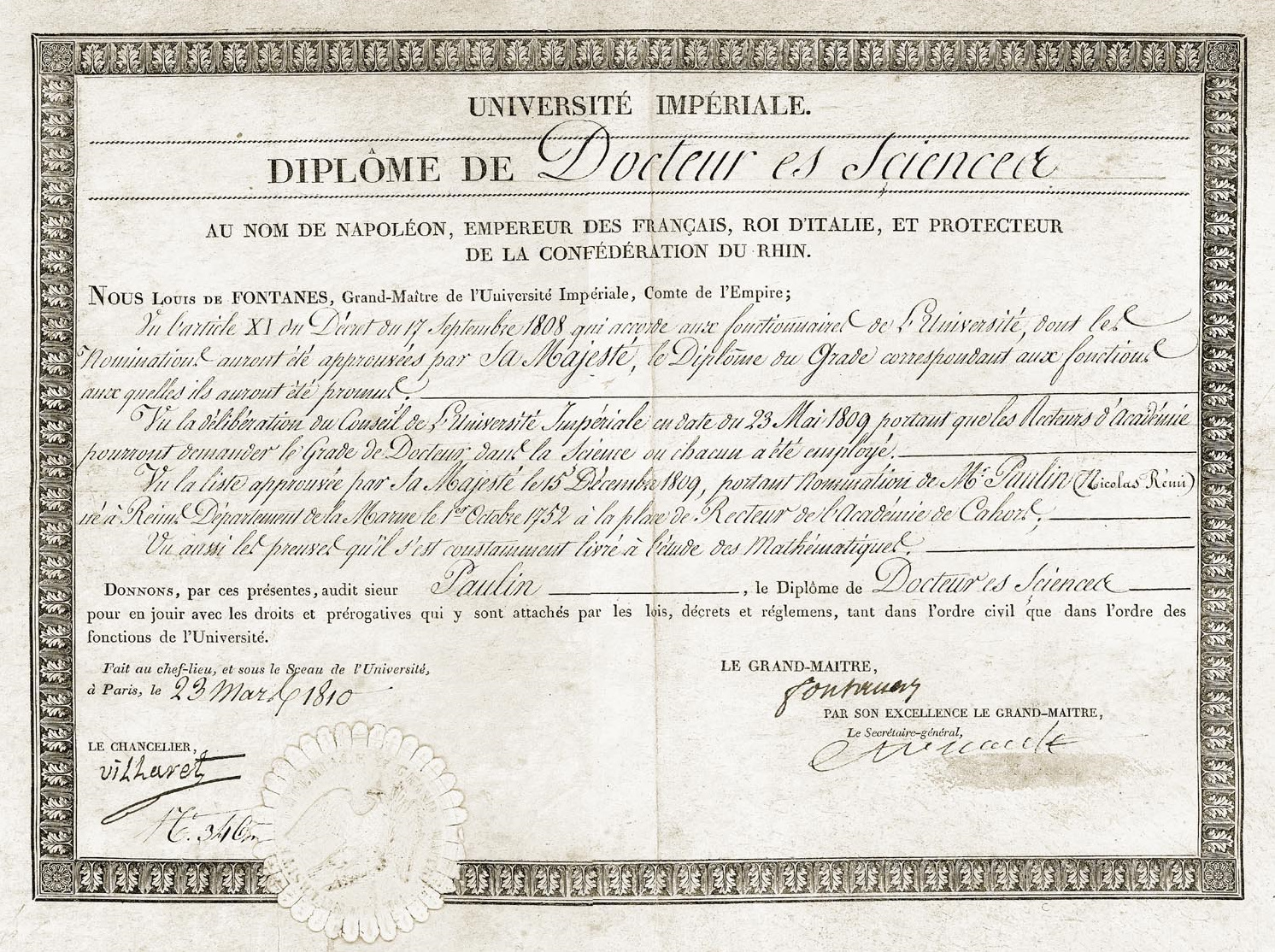
Diplôme de docteurs es sciences de 1810.

### Université impériale
Dans l’université impériale, « les grades dans chaque faculté seront au nombre de trois, savoir, le baccalauréat, la licence, le doctorat.  »
Par exemple en faculté des lettres, « pour être admis à subir l’examen du baccalauréat », il faut « être âgé au moins de seize ans » et « répondre sur tout ce qu’on enseigne dans les hautes classes des lycées ». « Pour subir l’examen de la licence », il faut « produire ses lettres de bachelier obtenues depuis un an » et « composer en latin et en français sur un sujet et dans un temps donnés ». Pour obtenir le doctorat, il faut présenter son titre de licencié et soutenir « deux thèses, l’une sur la rhétorique et la logique, l’autre sur la littérature ancienne : la première [étant] écrite et soutenue en latin ».

### Réforme de 1896
En 1896, les facultés de sciences délivrent des certificats d’études supérieures. Le diplôme de licencié ès sciences est conféré à tout étudiant qui justifie de trois certificats.

### Années 1960: DEA, DUES, DUEL
En 1962, le grade de licencié en droit est délivré après quatre années d’études. Un diplôme d'études juridiques générales est délivré après la deuxième année.
En 1964, le diplôme d'études approfondies (DEA) est créé dans les facultés de sciences, il est nécessaire à l’inscription en doctorat de spécialité.
En 1966, les certificats d'études supérieures préparatoires ou certificats propédeutiques sont supprimés par la réforme Fouchet et remplacés par le diplôme universitaire d'études scientifiques et le diplôme universitaire d'études littéraires, eux-mêmes remplacés par le diplôme d'études universitaires générales (DEUG) en 1973. Toujours en 1966, les instituts universitaires de technologie sont créés ; la maîtrise complète la licence au second cycle des facultés de lettres et de sciences humaines. À la même époque, il existe aussi un diplôme d'études supérieures.

### Après 1968
En 1974, la réglementation du doctorat est unifiée pour toutes les disciplines. Le doctorat d’État sanctionne la reconnaissance d’un travail de recherche de haut niveau et de plusieurs années. Le doctorat de 3e cycle fait suite à la maîtrise et dure trois ans dont une année pour préparer le DEA et le diplôme de docteur-ingénieur fait suite au diplôme d’ingénieur et dure trois ans dont une année pour préparer le DEA. Le diplôme d'études supérieures spécialisées (DESS) est créé.
En 1976, le second cycle est rénové : il comprend la licence en un an et la maîtrise en un an après la licence.
Depuis 1984, le troisième cycle « est une formation à la recherche et par la recherche, qui comporte la réalisation individuelle ou collective de travaux scientifiques originaux. » « Le titre de docteur est conféré après la soutenance d'une thèse ou la présentation d'un ensemble de travaux scientifiques originaux. » « L'aptitude à diriger des recherches est sanctionnée par une habilitation. ».

### La loi LMD (2002)
En 2002, les grades sont le baccalauréat, la licence, le master et le doctorat (réforme Licence-Master-Doctorat). Les diplômes universitaires se voient aligner sur ces grades, la licence devient alors un diplôme en trois ans, faisant disparaître le DEUG ; et le master, nouvellement créé remplace la maîtrise, le DEA et le DESS. À compter de la rentrée 2021, la licence professionnelle devient à son tour un diplôme en trois ans en fusionnant avec le DUT. Elle prend alors le nom d'usage de « bachelor universitaire de technologie » (BUT).

### Tableaux des grades (1976, 1984, 2002)
| Doctorat de 3e cycle (2)                                         |                                                              | Doctorat (3)                                         |  | Doctorat (3) |
| DEA - DESS (1)                                                   | DEA - DESS (1)                                               | Master (2)                                           |  |              |
| Maîtrise (1)                                                     | Maîtrise (1)                                                 |                                                      |  |              |
| Licence (1)                                                      | Licence (1)                                                  | Licence (3)                                          |  |              |
| DEUG (2)                                                         | DEUG (2)                                                     |                                                      |  |              |
| Diplômes universitaires après la réforme du second cycle en 1976 | Diplômes universitaires après la réforme du doctorat en 1984 | Diplômes universitaires après la réforme LMD en 2002 |  |              |

## Les étudiants

### Retard dans l'accès des femmes à l'université
Jusqu'en 1924, les jeunes filles ne peuvent pas passer le baccalauréat, sauf exception qui provoquèrent insultes et manifestations[réf. nécessaire]. Les lycées de jeunes filles créés à la fin du XIXe siècle dispensent en effet un enseignement différent de celui des lycées de garçons.
Ce n'est qu'à partir de 1924 que les contenus et la durée des enseignements sont alignés et que les jeunes filles peuvent passer le baccalauréat.

### Le syndicalisme étudiant

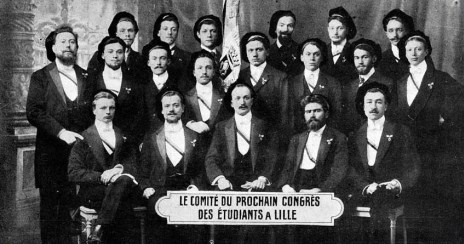
Le comité de préparation du congrès des étudiants, où sera fondé l'Union nationale des associations générales d'étudiants de France – UNAGEF, à Lille en 1907.

Après guerre, l'Union nationale des étudiants de France (UNEF, fondée en 1907) proclame en 1946 la Charte de Grenoble, fondatrice du syndicalisme étudiant. Dès avant guerre, l'UNEF, alors apolitique et corporatiste, avait participé à la création des restaurants universitaires et à la création de structures de médecine préventive au sein des universités. L'UNEF ne se politisera que progressivement, conduisant à une scission en 1962, avec la création de la Fédération nationale des étudiants de France.
À la suite des grèves de 1995, sont créés les premières structures SUD Étudiant.
À la suite des blocages de faculté en 2015, les premières sections du syndicat de droite radicale La Cocarde étudiante sont créées, ce qui va mener à de nombreux affrontements sur les campus.
Entre 1948 et 2017, les étudiants sont affiliés à un régime de sécurité sociale particulier, géré par la Mutuelle nationale des étudiants de France (MNEF), devenue La Mutuelle des étudiants (LMDE), ou une société mutualiste étudiante régionale.

### Évolution des effectifs étudiants
La réforme de 1896 et les efforts consentis par les gouvernements successifs, mais aussi l'amélioration de l'enseignement primaire et secondaire, conduisent à une augmentation du nombre des étudiants, encore très mesurée toutefois avant la Seconde Guerre mondiale.
Il y a 29 000 étudiants en 1900, 78 000 en 1930, 137 000 en 1950, 500 000 à 600 000 en 1968 – on approche du million en 1985, pour atteindre une fourchette entre 1 200 000 et 1 500 000 dans les années 1990, et près de 2 300 000 en 2001. Le taux de scolarisation dans le supérieur d’une classe d’âge de 20-24 ans passe de 2 % en 1920 à plus de 19 % en 1971 et 30 % en 1985.
Les universités se démocratisent et se féminisent un peu : l'École de Médecine de Paris s'ouvre aux femmes en 1868, Madeleine Brès est la première femme à soutenir une thèse de médecine. En 1884, les jeunes filles sont autorisées à étudier le droit, Jeanne Chauvin est la première avocate en 1900. En 1888, la première femme docteur ès-sciences est Louise-Amélie Leblois, en 1903 Marie Curie est la première à recevoir le prix Nobel et la première femme titulaire d’une chaire. En 1905, les femmes sont autorisées à se présenter à certaines agrégations réservées aux hommes.

### Tableau des effectifs (1920-2013)
| 1920    | 1945   | 1946    | 1947    | 1948    | 1949    | 1950    | 1951    | 1952    |
| ------- | ------ | ------- | ------- | ------- | ------- | ------- | ------- | ------- |
| 50 000, | 97 007 | 123 313 | 129 025 | 128 754 | 129 035 | 136 744 | 139 593 | 142 096 |

| 1953    | 1954    | 1955    | 1956    | 1957    | 1958    | 1959    | 1960    | 1961    |
| ------- | ------- | ------- | ------- | ------- | ------- | ------- | ------- | ------- |
| 147 844 | 151 115 | 155 803 | 157 489 | 170 023 | 180 634 | 192 128 | 202 062 | 210 900 |

| 1962    | 1963    | 1964    | 1965    | 1966    | 1967    | 1968    | 1969    | 1970    |
| ------- | ------- | ------- | ------- | ------- | ------- | ------- | ------- | ------- |
| 232 610 | 270 788 | 322 630 | 367 701 | 413 756 | 458 409 | 509 898 | 586 466 | 625 551 |

| 1971    | 1972    | 1973    | 1974    | 1975    | 1976    | 1980-81 | 1985-86 | 1990-91   |
| ------- | ------- | ------- | ------- | ------- | ------- | ------- | ------- | --------- |
| 661 792 | 696 867 | 734 783 | 750 963 | 773 629 | 811 258 | 858 085 | 945 751 | 1 159 937 |

| 1995-96   | 1996-97   | 1997-98   | 1998-99   | 1999-00   | 2000-01   | 2001-02   | 2002-03   | 2003-04   |
| --------- | --------- | --------- | --------- | --------- | --------- | --------- | --------- | --------- |
| 1 461 996 | 1 443 077 | 1 416 995 | 1 396 910 | 1 390 334 | 1 396 760 | 1 374 364 | 1 392 531 | 1 425 665 |

| 2004-05   | 2005-06   | 2006-07   | 2007-08   | 2008-09   | 2009-10   | 2010-11   | 2011-12   | 2012-13   |
| --------- | --------- | --------- | --------- | --------- | --------- | --------- | --------- | --------- |
| 1 424 536 | 1 421 719 | 1 399 177 | 1 363 750 | 1 404 376 | 1 444 583 | 1 437 104 | 1 450 689 | 1 462 716 |

Note : à partir de 1980, les données issues de la publication Repères et références statistiques sur les enseignements, la formation et la recherche portent sur l’ensemble des universités publiques de métropole et d'outre-mer, ainsi que sur le CUFR d'Albi, l’université de Lorraine (qui bénéficie d'un statut de Grand établissement depuis 2011), le PRES de Paris Est et le PRES de Grenoble. Les effectifs incluent également les étudiants des IUFM de métropole et de La Réunion depuis 2008, et des autres DOM depuis 2010. Sont par contre exclus depuis 2004 les effectifs de l'université Paris-Dauphine, et depuis 2008 les effectifs des 17 écoles d'ingénieurs rattachées à une université.
Le mode de calcul ayant changé à partir de l'édition 2004, les chiffres fournis dans les éditions antérieures ne sont pas directement comparables

## Les enseignants

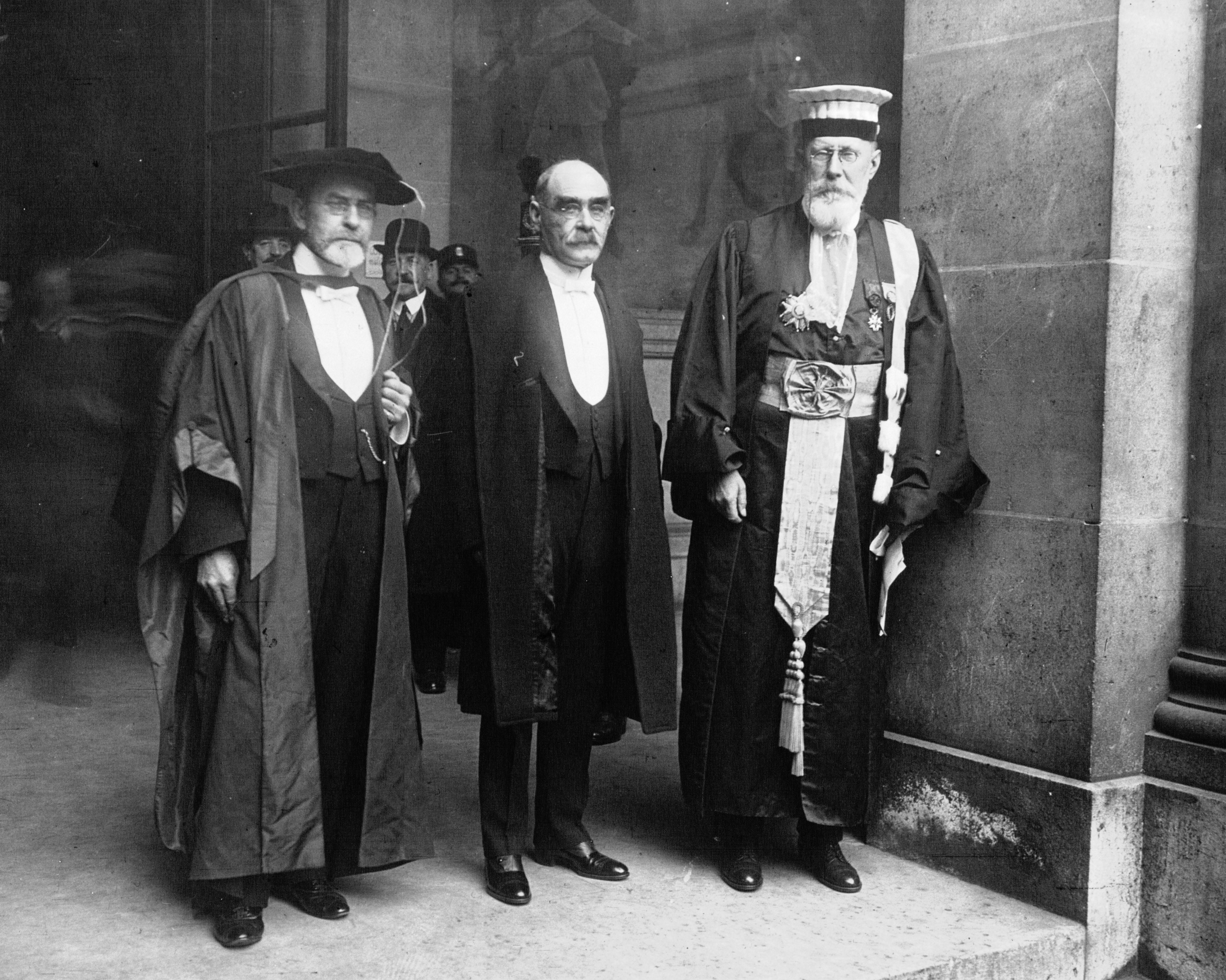
Paul Appell (à droite) recevant James George Frazer et Rudyard Kipling à la Sorbonne en 1921.

### Décrets organisant la carrière des enseignants du supérieur public
- Décret du 17 mars 1808 portant organisation de l’Université : « Les professeurs des facultés et les doyens devront être docteurs dans leurs facultés respectives. »[j 4]
- Décret du 26 septembre 1960 relatif au statut particulier des maîtres-assistants des disciplines scientifiques, littéraires et de sciences humaines[j 19].
- Décret du 9 août 1979 portant statut particulier du corps des professeurs des universités[j 20].
- Décret du 24 février 1984 portant statut des personnels enseignants et hospitaliers des centres hospitaliers et universitaires[j 21].
- Décret du 6 juin 1984 fixant les dispositions statutaires communes applicables aux enseignants-chercheurs et portant statut particulier du corps des professeurs des universités et du corps des maîtres de conférences[j 22].

### Convention collective des enseignants de l'enseignement supérieur privé
- Convention collective nationale des universités et instituts catholiques de France du 4 juin 2002[j 23].

### Tableau des effectifs enseignants (1928-2009)
| 1928   | 1946  | 1950  | 1960  | 1962   | 1963   | 1964   | 1965   | 1966   |
| ------ | ----- | ----- | ----- | ------ | ------ | ------ | ------ | ------ |
| 1 000, | 3 125 | 5 799 | 7 901 | 12 327 | 15 097 | 16 904 | 18 500 | 20 964 |

| 1967   | 1968   | 1969   | 1970   | 1971   | 1972   | 1974   | 1975   | 2009    |
| ------ | ------ | ------ | ------ | ------ | ------ | ------ | ------ | ------- |
| 22 513 | 26 265 | 28 424 | 35 679 | 37 182 | 37 851 | 38 220 | 40 512 | 73 000, |